# Gonzalo Carrasco (Fußballspieler)
Gonzalo Carrasco Medina (* 28. Juli 1935; † 27. Dezember 2013) war ein chilenischer Fußballspieler. Der zentral defensiv eingesetzte Spieler absolvierte sechs Länderspiele für Chile.

## Vereinskarriere
Gonzalo Carrasco spielte mindestens von 1957 bis 1962 beim Hauptstadtverein CD Green Cross.

## Nationalmannschaft
In der Nationalmannschaft debütierte Gonzalo Carrasco im März beim Campeonato Sudamericano 1957 gegen Brasilien, als er bei der 2:4-Niederlage in der 34. Spielminute für Ramiro Cortés eingewechselt wurde. Beim Turnier kam der Defensivspieler in fünf der sechs Partien zum Einsatz. La Roja beendete das Turnier mit einem Sieg, einem Unentschieden und vier Niederlagen als Vorletzter. Nach dem Turnier lief Carrasco im September 1959 noch einmal im Freundschaftsspiel gegen Brasilien auf. Insgesamt kommt er somit auf sechs Partien im Nationaltrikot.